# Marzouk al-Otaibi
Marzouk al-Otaibi (né le 7 novembre 1975) est un footballeur international saoudien aujourd'hui retraité.

## Palmarès
- Ligue des champions de l'AFC : 2004 et 2005
- Ligue des champions arabes : 1999 et 2005
- Championnat d'Arabie saoudite : 2001, 2003 et 2007